# Otakar Dolejš (1930)
Otakar Dolejš (* 6. ledna 1930) je český sportovní novinář a publicista.
Ve středu 27. dubna 2012 obdržel Cenu Václava Jíry za celoživotní přínos fotbalu.

## Život
Komunistickým režimem byl perzekvován v 50. i na přelomu 60. a 70. let 20. století. V padesátých letech byl poslán na nucené práce do dolů. V roce 1960 nastoupil jako redaktor do deníku Československý sport. Invaze vojsk Varšavské smlouvy do Československa na konci prázdnin 1968 a její následky znemožnily na tři roky jeho publikační činnost. Poté působil dvě desetiletí v týdeníku Gól (1972–1992). V roce 1993 založili společně s Františkem Chvalovským Nadaci fotbalových internacionálů, jejímž cílem bylo pomáhat bývalým reprezentantům řešit závažné zdravotní a sociální problémy. Ve funkci výkonného ředitele NFI setrval devatenáct let.

## Hráčská kariéra
Jako hráč nastupoval nejvýše ve druhé lize.